# Seegefecht bei den Spratly-Inseln 1988
Das Seegefecht bei den Spratly-Inseln 1988 (chinesisch 赤瓜礁海战, Pinyin Chìguā Jiāo hǎizhàn, vietnamesisch Hải chiến Trường Sa, englisch Johnson South Reef Skirmish) war ein Konflikt zwischen der Marine der Volksrepublik China und der Volksmarine Vietnams. Es fand bei drei Riffen der Spratly-Inseln (chinesisch 南沙群岛, Pinyin Nánshā Qúndǎo, vietnamesisch Quần đảo Trường Sa) statt, die im Süden des Südchinesischen Meeres liegen und deren Besitz zwischen mehreren Staaten umstritten ist.

## Hintergrund
China hatte 1987 begonnen, einen Teil der Spratly-Inseln zu erforschen. China besetzte nur Riffe, die bisher von keinem anderen Staat faktisch kontrolliert wurden: Chigua Jiao, Nanxun Jiao und Yongshu Jiao. Im Februar 1988 begann auf Chigua Jiao der Bau eines Meeresobservatoriums. Zum Schutz wurden drei Fregatten der chinesischen Marine in das Gebiet verlegt. Als die Vietnamesen diese Aktivitäten bemerkten, begannen auch sie, umliegende Riffe und Sandbänke zu besetzen.

## Verlauf
Am 18. Februar stürmten gleichzeitig vietnamesische und chinesische Landungstruppen von verschiedenen Seiten Huayang Jiao. Es kam zu einem verbalen Streit, der mit dem Rückzug der Vietnamesen endete. Diese riefen Verstärkung herbei, ein Landungsboot und zwei bewaffnete Transporter, und griffen am 14. März die chinesischen Bauten auf Chigua Jiao an. Kurz darauf eilte die chinesische Fregatte Nanchong herbei und versenkte die vietnamesischen Transporter. Das Landungsboot wurde schwer beschädigt und musste auf Guihan Jiao zurückgelassen werden. Das Gefecht endete mit einem Rückzug aller verbliebenen vietnamesischen Kräfte nach Nanwei Dao (vietnamesisch Dảo Trường Sa).

## Folgen
Die vietnamesische Seite hatte 64 Gefallene und neun verletzte Soldaten zu beklagen, die chinesische sechs Tote und 18 Verwundete. Seitdem gab es von Seiten Vietnams keine Angriffe mehr auf die sechs Riffe, die bis heute de facto unter chinesischer Kontrolle stehen. China hat seinerseits nie Riffe, Sandbänke oder Inseln angegriffen, die de facto von Vietnam kontrolliert werden. Die Marine Vietnams führt dieses Ereignis unter dem Codenamen CQ-88 (Souveränität-88) in ihren Unterlagen.